# Bomarea longipes
Bomarea longipes es una especie de planta fanerógama perteneciente a la familia de las Alstroemeriáceas.  

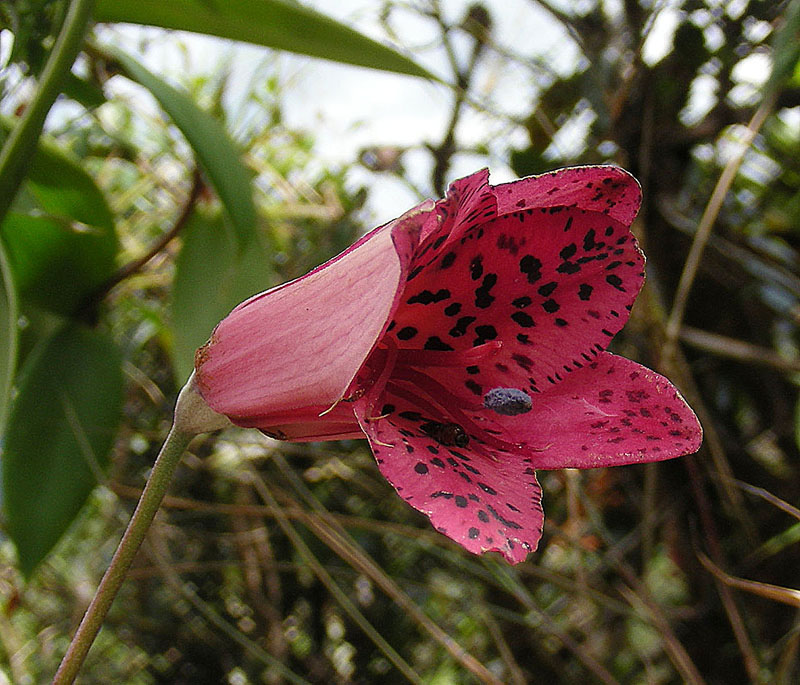
Detalle de la flor

## Descripción
Es un bejuco endémico de Ecuador, en donde se conoce sólo de la especie tipo, recogida por Édouard-François André en el siglo XIX. La única información disponible indica que el registro es del bosque andino superior en la provincia de Zamora. Puede estar extinguida debido a las altas tasas de deforestación en ese hábitat y la antigüedad del registro. No sabe que se produzcan dentro de las áreas protegidas. No hay ejemplares de esta especie en los museos ecuatorianos. La destrucción del hábitat es la única conocida amenaza para la especie.

## Taxonomía
Bomarea longipes fue descrita por John Gilbert Baker, y publicado en Journal of Botany, British and Foreign 20: 204. 1882.
Etimología
Bomarea: nombre genérico que está dedicado al farmacéutico francés Jacques-Christophe Valmont de Bomare (1731-1807), que visitó diversos países de Europa y es autor de “Dictionnaire raisonné universel d’histoire naturelle” en 12 volúmenes (desde 1768).
longipes: epíteto latíno que significa "con largo tallo".